# 清野輝俊
清野 輝俊（せいの てるとし、1982年2月13日 - ）は、日本の元ラグビー選手。

## プロフィール
- 福島県出身。
- ポジションはロック(LO)。
- 身長 189cm、体重 100kg
- ニックネームはテル[1]。
- 関東代表に選ばれたことがある[2]。

## 来歴
2001年、磐城高校卒業後、慶應義塾大学に入る。
2005年、慶應義塾大学卒業後、クボタスピアーズに加入。
2007年11月3日に行われたジャパンラグビートップリーグ第2節のコカ･コーラウエストレッドスパークス戦に先発出場で公式戦初出場を果たした。
2012年、現役を引退した。